# حسين أباد 17 (مهر أباد)
حسين أباد 17 (بالفارسية: حسین‌آباد) هي قرية تقع في إيران في Mehrabad Rural District.[بحاجة لمصدر]